# 池田重政
池田 重政（いけだ しげまさ）は、江戸時代前期の大名。播磨新宮藩2代藩主。下間系池田家2代。

## 生涯
慶長8年（1603年）、初代藩主・池田重利の長男として生まれる。元和元年（1615年）に江戸幕府2代将軍徳川秀忠に拝謁している。
寛永8年（1631年）、父の死去により跡を継ぐ。藩政の確立に尽力し、城下町を整備して藩庁・家老屋敷・侍屋敷を築造、揖保川のほとりに新宮八幡神社を建てた（寛永20年（1643年）に上棟）。特に慶安3年（1650年）に家臣に命じて作らせた「播磨国絵図」は、当時の播磨国内を知る上で重要な文化財となっている。
慶安4年（1651年）6月20日、江戸で死去した。享年49。長男の源六は早世したため、跡を次男の薫彰が継いだ。

## 系譜
- 父：池田重利（1586年 - 1631年）
- 母：山口宗永の娘
- 正室：小堀政一の娘
  - 長男：源六（1623年 - 1631年） - 早世
- 生母不明の子女
  - 次男：池田薫彰（1633年 - 1663年）
  - 三男：池田公彰
  - 女子：西尾盛教室
  - 女子：坪内定長正室
  - 女子：布施官兵衛室
- 養子
  - 女子：藤枝方孝室 - 西尾盛教娘